# 天慈巴士總站

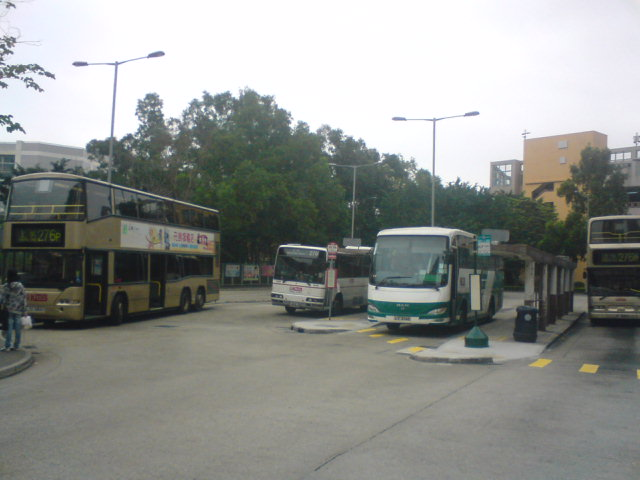
九龍巴士276P線曾以天慈為總站

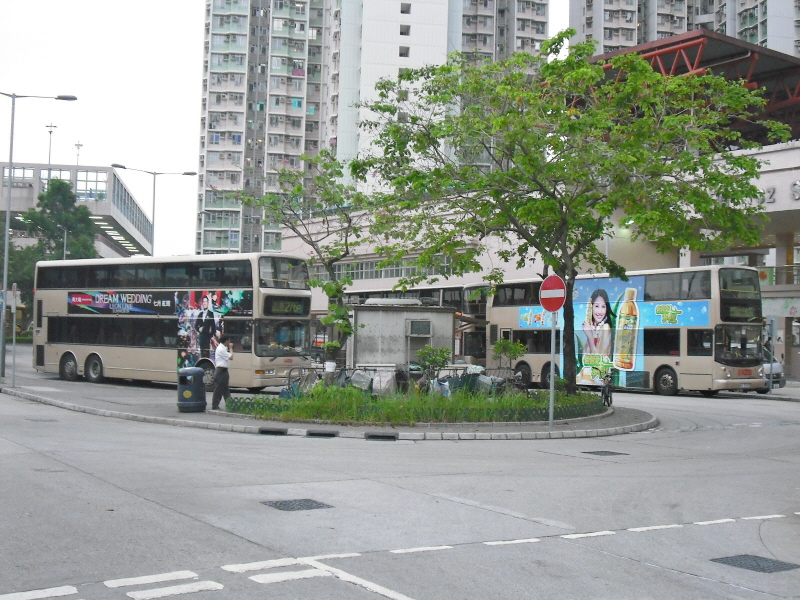
九龍巴士63X線曾以天慈為總站

天慈巴士總站是位於香港新界天水圍天城路天慈商場對出的巴士總站，現時有5條巴士路線以此為總站。

## 總站路線資料

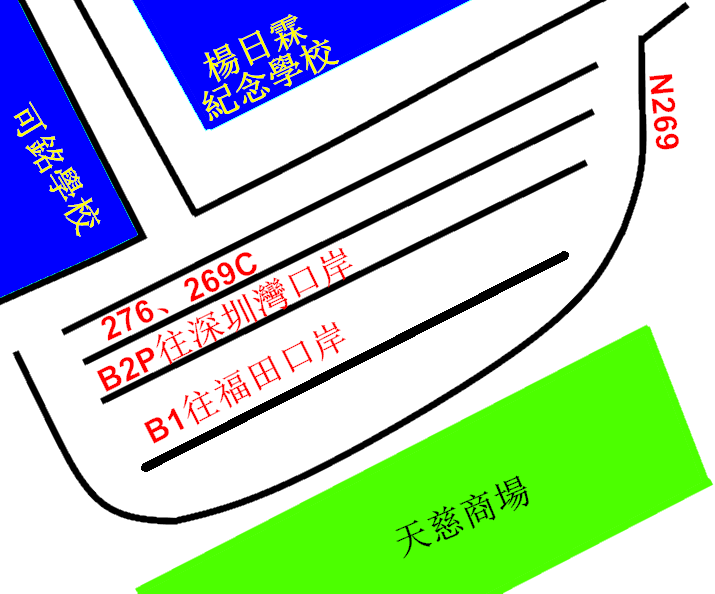
天慈總站的平面圖

### 九龍巴士269C線（特別班次）
- 天水圍（天慈邨） → 觀塘碼頭

此特別班次於2009年5月20日投入服務，途經天耀邨、天水圍站、元朗公路、大欖隧道、青葵公路、呈祥道、黃大仙、新蒲崗、九龍灣、牛頭角及觀塘市中心，只於平日上午繁忙時間開出2班（0715、0735）。

### 九龍巴士276線
- 天水圍（天慈邨） ↔ 上水

於1993年7月1日投入服務，2001年4月10日縮短至此，途經天耀邨、屏山、元朗市中心、元朗站、博愛醫院、新田公路及粉嶺公路。

### 九龍巴士N276線
- 天水圍（天慈邨） ↔ 新田

於2024年2月10日投入服務，由九巴營辦，來往天慈邨及新田運輸交匯處，途經洪水橋、屏山及元朗市。

### 九龍巴士B1線
- 天水圍（天慈邨） ↔ 落馬洲站（福田）

於2007年8月15日投入服務，2008年6月22日延長至天水圍站，2014年11月22日改由此開出，途經天耀邨、天水圍站、元朗市中心、元朗站、新田公路、落馬洲公共交通轉車站及洲頭。

### 新大嶼山巴士B2P線
- 天慈邨 ↔ 深圳灣口岸

於2008年7月26日投入服務，2009年1月10日延長至此，2009年7月13日提升為每天服務，途經天水圍市中心、天瑞邨、天耀邨、天水圍站及港深西部公路。

### 九龍巴士N269線
- 天水圍（天慈邨） ↔ 美孚

於1999年3月28日起投入服務，途經天水圍北、天瑞邨、天耀邨、天水圍站、元朗市中心、元朗站、大欖隧道、屯門公路、荃灣、大窩口站、葵興、葵芳及葵涌交匯處，只於深宵時段提供服務。

### 九龍巴士R269線
- 天水圍（天慈邨）→ 尖沙咀（麼地道）

## 途徑路線資料

### 九龍巴士B1線（特別班次）
- 天水圍（天恩邨） ↔ 落馬洲站（福田）

## 車坑分佈
| 車坑分佈（以入口最左邊起計） | 車坑分佈（以入口最左邊起計） | 車坑分佈（以入口最左邊起計） |
| 車坑編號                     | 車坑數目                     | 路線                         |
| ---------------------------- | ---------------------------- | ---------------------------- |
| 4                            | 天喜街                       | 九巴N269線                   |
| 1                            | 單坑                         | 九巴269C（特別班次）、276線  |
| 2                            | 單坑                         | 嶼巴B2P線                    |
| 3                            | 雙坑                         | 九巴B1線                     |

## 過往路線
- 九龍巴士63X線
- 九龍巴士69M線（特別班次）
- 九龍巴士69P線（特別班次）
- 九龍巴士69X線（特別班次）
- 九龍巴士269B線（特別班次）
- 九龍巴士276P線

## 其他接駁交通工具
天慈邨

天耀邨耀豐樓

天水圍遊泳池

## 外部連結
- 九巴 （页面存档备份，存于）
- 新大嶼山巴士
- 香港巴士大典上的相关条目：天慈總站